# Herb Fiorentino

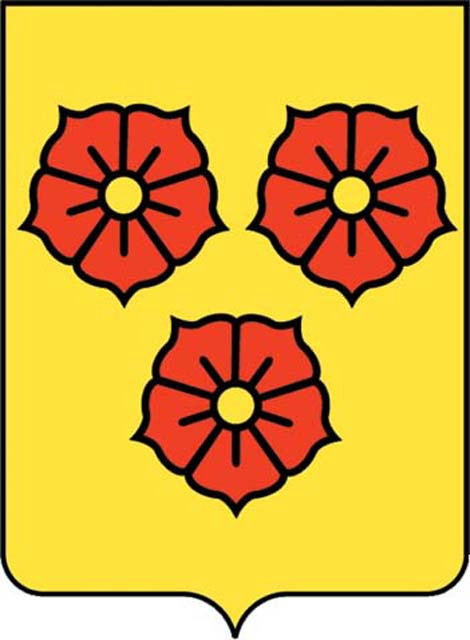

Herb  grodu Fiorentino przedstawia  w polu złotym trzy czerwone róże, w układzie 2:1.
Herb znany od 1894 roku, w obecnej wersji (wraz z flagą) przyjęty został  28 marca 1997 roku.

## Sybmolika
Trzy róże symbolizują  trzy istniejące w średniowieczu twierdze Torricella, Pennarosa oraz Fiorentino.